# غلين ديكسون
غلين ديكسون (بالإنجليزية: Glenn Dickson)‏ هو لاعب اتحاد الرغبي نيوزيلندي، ولد في 22 أكتوبر 1986 في دنيدن في نيوزيلندا.